# DogDay
DogDay — графическая приключенческая компьютерная игра, выпущенная в 1996 году австралийской студией Asylum Productions и изданная Infogrames Europe SA для PlayStation и Windows. Японским названием издания для PlayStation является адаптированная английская поговорка «Любопытство убило кошку» (яп. 好奇心は猫を殺すか Ко:кисин ва нэко о коросу ка).

## Игровой процесс

Скриншот из игры

Игра является классическим point-and-click приключением от первого лица, напоминающим такие игры, как Myst; игрок путешествует по интерактивному миру и взаимодействует с ним, разгадывая различные головоломки. В игровом руководстве отмечается, что, в отличие от большинства других приключенческих игр, в этой игре нельзя умереть, и даже если попасть в критическую ситуацию (например, в тюрьму), то всегда можно найти выход.
Игрок может активировать механизмы, передвигаться, фокусироваться на части окружающей среды и поднимать предметы, которые затем можно будет использовать через инвентарь. Делать сохранения и загружать их можно через контекстное меню, вызываемое правой кнопкой мыши.
Графика игры представляет собой пререндеренные изображения и видеоролики. Передвижение игрока от локации к локации анимировано, за счёт чего обеспечивается плавность и непрерывность игры. Метод отрисовки графики передаёт мрачную и зловещую атмосферу города.

## Сюжет
События игры разворачиваются в мире, населённом антропоморфными собаками, протагонист является одной из них. Они живут при жестоком коррумпированном режиме, возглавляемом диктатором по имени Чегга (англ. Chegga). Режим опирается на полицейские силы, которые постоянно патрулируют улицы и арестовывают любого, совершившего даже самые мелкие правонарушения. Единственная реальная угроза режиму — подпольная организация C.A.T.S. — Coalition Against Totalitarian Society (с англ. — «Коалиция Против Тоталитарного Общества»).
Игра начинается с попытки полиции Чегги убить протагониста, но он спасается. После игрок должен найти достаточно доказательств преступлений режима Чегги и продать их группе C.A.T.S., которая даст игроку достаточно денег на билет на поезд из страны.

## Разработка
DogDay является дебютной игрой австралийской студии Asylum Productions (также упоминаемой как Eyst Pty Ltd.), состоявшей из 9 человек. На разработку было потрачено 60 человеко-месяцев и десятки тысяч часов компьютерной работы. Издателями игры выступили Interactive Publishing в США, Bomico Entertainment Software в Германии и Hyper Force в Нидерландах.
В конце 1998 года игра была портирована на PlayStation студией Something Good эксклюзивно для японского рынка, при этом в качестве названия игры была использована адаптированная английская поговорка «любопытство убило кошку». В 1-м квартале 1999 года планировался релиз для PlayStation и в других регионах, в этот раз под названием The Cracker и с некоторыми улучшениями в сравнении с оригиналом, но этого так и не произошло.
В разработке находился сиквел Dog Day II: Chegga’s Revenge, в котором планировалось использовать 3D-движок, рендерящий графику в реальном времени, при этом сохраняя мрачную атмосферу оригинала. Выпуск был запланирован на 3-й квартал 1999 года, но по неизвестным причинам игра так и не вышла.

## Отзывы
Hardcore Gaming 101 раскритиковал геймплей игры из-за сложных головоломок и отсутствия важных подсказок, из-за чего счёл её непроходимой без использования гайдов. Но графика и атмосфера игры удостоилась хвалебного отзыва; рецензент отметил, что разработчикам удалось обойти технические ограничения и создать мрачную, странную и местами сюрреалистическую атмосферу. В целом рецензент посчитал потенциал игры потраченным впустую и назвал её «прекрасным примером потерянной игры, которую никто не помнит».
Just Adventure положительно оценил игру, дав высшую оценку графике, музыке и головоломкам — они были названы сложными, но проходимыми и интересными. Также рецензент отметил реиграбельность и порекомендовал игру желающим скоротать время в ожидании выхода следующей приключенческой игры. Tap Repeatedly отметил, что графика игры впечатляет даже в 2003 году, а также раскритиковал подачу сюжета. PC Joker посчитал, что игра является воплощением «твёрдой заурядности» и «общей посредственности».